# Wereldkampioenschappen moderne vijfkamp 2014
De wereldkampioenschappen moderne vijfkamp 2014 werden gehouden in Warschau in Polen.

## Medailles

### Mannen
| Onderdeel   | Goud | Goud                                   | Zilver | Zilver                                            | Brons | Brons                            |
| ----------- | ---- | -------------------------------------- | ------ | ------------------------------------------------- | ----- | -------------------------------- |
| Individueel | RUS  | Aleksandr Lesoen                       | EGY    | Amro El Geziry                                    | CZE   | Jan Kuf                          |
| Team        | HUN  | Róbert Kasza Bence Demeter Ádám Marosi | FRA    | Valentin Belaud Valentin Prades Christopher Patte | CHN   | Guo Jianli Han Jiahao Su Haihang |
| Estafette   | FRA  | Valentin Belaud Valentin Prades        | BLR    | Stanislav Zjoeraoeljov Raman Pinchuk              | KOR   | Lee Woo-jin Hwang Woo-jin        |

### Vrouwen
| Onderdeel   | Goud | Goud                            | Zilver | Zilver                                      | Brons | Brons                                                    |
| ----------- | ---- | ------------------------------- | ------ | ------------------------------------------- | ----- | -------------------------------------------------------- |
| Individueel | GBR  | Samantha Murray                 | CHN    | Chen Qian                                   | CHN   | Liang Wanxia                                             |
| Team        | CHN  | Chen Qian Liang Wanxia Wang Wei | GBR    | Freyja Prentice Samantha Murray Kate French | BLR   | Tatsiana Yelizarova Anastasia Prokopenko Katsiaryna Arol |
| Estafette   | CHN  | Qian Chen Wanxia Liang          | BLR    | Anastasia Samoesevitsj Katsiarina Arol      | ITA   | Camilla Lontano Lavinia Bonessio                         |

### Gemengd
| Onderdeel | Goud | Goud                                 | Zilver | Zilver                   | Brons | Brons                              |
| --------- | ---- | ------------------------------------ | ------ | ------------------------ | ----- | ---------------------------------- |
| Estafette | LTU  | Justinas Kinderis Laura Asadauskaitė | GBR    | Joseph Evans Kate French | POL   | Szymon Staśkiewicz Oktawia Nowacka |

### Medaillespiegel
| Plaats | Land                | Goud | Zilver | Brons | Totaal |
| 1      | China               | 2    | 1      | 2     | 5      |
| 2      | Verenigd Koninkrijk | 1    | 2      | 0     | 3      |
| 3      | Frankrijk           | 1    | 1      | 0     | 2      |
| 4      | Hongarije           | 1    | 0      | 0     | 1      |
|        | Litouwen            | 1    | 0      | 0     | 1      |
|        | Rusland             | 1    | 0      | 0     | 1      |
| 7      | Wit-Rusland         | 0    | 2      | 1     | 3      |
| 8      | Hongarije           | 0    | 1      | 0     | 1      |
| 9      | Italië              | 0    | 0      | 1     | 1      |
|        | Polen               | 0    | 0      | 1     | 1      |
|        | Tsjechië            | 0    | 0      | 1     | 1      |
|        | Zuid-Korea          | 0    | 0      | 1     | 1      |
| Totaal | Totaal              | 7    | 7      | 7     | 21     |